# Bryan (brazylijski piłkarz)
Bryan Silva Garcia (ur. 28 marca 1992 w Belo Horizonte) – brazylijski piłkarz grający na pozycji lewego obrońcy w kazaskim klubie FK Astana. Wychowanek Amériki Mineiro.